# Seppo Räty
Seppo Henrik Räty (ur. 27 kwietnia 1962 w Helsinkach) – fiński lekkoatleta, który specjalizował się w rzucie oszczepem.
Trzy razy (w latach 1988–1996) startował w igrzyskach olimpijskich. W 1992 roku w Barcelonie został wicemistrzem olimpijskim, a w 1988 w Seulu i 1996 w Atlancie zdobywał brązowe medale. Ma w swoim dorobku dwa medale mistrzostw świata: złoty z 1987 oraz srebrny z 1991. W 1994 roku został wicemistrzem Europy. Ośmiokrotny mistrz Finlandii (1985, 1986, 1989, 1990, 1991, 1993, 1995 oraz 1996) oraz tyleżkrotnie w latach 1987–1992 poprawiał rekord swojego kraju. Rekord życiowy: 90,60 (20 lipca 1992) – rezultat ten do 1998 roku był rekordem Finlandii. 

## Osiągnięcia
| Rok  | Impreza              | Miejsce   | Pozycja           | Wynik |
| ---- | -------------------- | --------- | ----------------- | ----- |
| 1986 | Mistrzostwa Europy   | Stuttgart | el. – 17. miejsce | 76,00 |
| 1987 | Mistrzostwa świata   | Rzym      | 1. miejsce        | 83,54 |
| 1988 | Igrzyska olimpijskie | Seul      | 3. miejsce        | 83,26 |
| 1990 | Mistrzostwa Europy   | Split     | 5. miejsce        | 82,18 |
| 1991 | Mistrzostwa świata   | Tokio     | 2. miejsce        | 88,12 |
| 1992 | Igrzyska olimpijskie | Barcelona | 2. miejsce        | 86,60 |
| 1993 | Mistrzostwa świata   | Stuttgart | el. – 28. miejsce | 74,30 |
| 1994 | Mistrzostwa Europy   | Helsinki  | 2. miejsce        | 82,90 |
| 1995 | Mistrzostwa świata   | Göteborg  | 11. miejsce       | 78,76 |
| 1996 | Igrzyska olimpijskie | Atlanta   | 3. miejsce        | 86,98 |
| 1997 | Mistrzostwa świata   | Ateny     | el. – 17. miejsce | 77,24 |